# Junko Ozawa
Junko Ozawa (7 de dezembro de 1973) é uma ex-futebolista japonesa que atuava como goleira.

## Carreira
Junko Ozawa representou a Seleção Japonesa de Futebol Feminino, nas Olimpíadas de 1996. 